# Liste der Baudenkmale in der Region Hawke’s Bay
Diese Liste der Baudenkmale in der Region Hawke’s Bay umfasst alle vom New Zealand Historic Places Trust als Denkmal (Historic Place Category 1, 2 oder Historic area) eingestuften Bauwerke und Flächendenkmale der neuseeländischen Region Hawke’s Bay. Ausschlaggebend für die Angaben sind wenn nicht anders angegeben, die Angaben im Register des NZHPT, die Schreibung der Lemmata/Bezeichnungen orientiert sich möglichst an der Namensgebung in diesem Register, soweit Artikel nicht bereits vorhanden sind.
In der Liste werden auch Waihi Tapu/Waihi Tapu Area (kulturell und religiös bedeutsame Stätten und Gebiete der Māori) aufgenommen, die jedoch bislang meist nicht auf den öffentlich zugänglichen Seiten des NZHPT publiziert werden.
Am 7. Mai 2013 waren in der Region 271 Bauwerke und Flächendenkmale (ohne nicht publizierte Waihi Tapu) ausgewiesen, davon 48 Historic Places der Kategorie 1, 192 Historic Places der Kategorie 2, drei Historic Areas, 21 Wahi Tapu und vier Wahi Tapu Area.
Die folgende Liste umfasst momentan alle Einträge der Kategorie 1 mit Stand 19. Mai 2013 und Grundeinträge aller Historic Places Kategorie 2, Historic Areas, Wahi Tapu und Wahi Tapu Areas Stand 31. Mai 2013.

Folgende Ortschaften mit mehr als fünf Baudenkmalen besitzen eigene Denkmallisten, alle anderen sind in der nachfolgenden Tabelle zusammengefasst.
- Hastings
- Havelock North
- Maraekakaho
- Napier
- Ongaonga
- Porangahau
- Tikokino
- Waipawa
- Waipukurau
- Wairoa

| Bild                       | Bezeichnung                                        | Ort               | Anschrift                                          | Beschreibung                                                                             | Bauzeit    | Eintrag           | Nummer | Kat. |
| -------------------------- | -------------------------------------------------- | ----------------- | -------------------------------------------------- | ---------------------------------------------------------------------------------------- | ---------- | ----------------- | ------ | ---- |
| BW                         | Aramoana Station Homestead                         | Omakere           | 709 Gibraltar Road Karte                           | villenartiges Wohnhaus einer Farm                                                        | 1894       | 24. März 1988     | 1059   | 1    |
|                            | Belmount                                           | Maraetotara       | 1 Craggy Range Road                                | Wohnhaus einer Farm                                                                      | 1918–1919  | 28. Juni 1990     | 4412   | 1    |
|                            | Christ Church                                      | Pukehou           | State Highway 2                                    | Kirche                                                                                   | 1859       | 19. April 1990    | 1036   | 1    |
|                            | Matapiro Station Homestead                         | Fernhill          | Matapiro Road                                      | Wohnhaus einer Farm                                                                      | 1880er     | 28. Juni 1990     | 171    | 1    |
| Mohaka Viaduct             | Mohaka Viaduct                                     | Raupunga          | Wairoa Section, Napier-Wairoa Railway Karte        | höchste Eisenbahnbrücke in Neuseeland                                                    | 1937       | 28. Juni 1990     | 4418   | 1    |
|                            | Te Aute Store                                      | Opapa             | State Highway 2                                    | ehem. Laden, heute Wohnhaus                                                              | 1858       | 28. Juni 1990     | 4411   | 1    |
| BW                         | The Cottage                                        | Pukehou           | 100 State Highway 2, Te Aute College Karte         | Wohnhaus                                                                                 | 1875 (ca.) | 27. November 1986 | 4846   | 1    |
|                            | Tutira Station Homestead                           | Tutira            | State Highway 2                                    | Wohnhaus des Naturforschers William Herbert Guthrie-Smith, heute Outdoor-Bildungszentrum | 1914 (vor) | 28. Juni 1990     | 4419   | 1    |
| weitere Bilder             | Oruawharo                                          | Takapau           | 379 Oruawhara Road Karte                           | Wohnhaus                                                                                 | 1879       | 7. April 1983     | 1048   | 1    |
| BW                         | Te Urewera National Park Visitor Centre (Former)   | Lake Waikaremoana | 6395 Lake Road (State Highway 38), Aniwaniwa Karte | Besucherzentrum eines Nationalparks                                                      | 1874–1876  | 23. August 2012   | 9553   | 1    |
|                            | Apley Station Woolshed                             | Rissington        | Apley Road                                         | Wollschuppen                                                                             |            |                   | 1020   | 2    |
|                            | Apley Station Homestead                            | Rissington        | Apley Road                                         | Wohnhaus einer Farm                                                                      |            |                   | 1024   | 2    |
|                            | Matapiro Station Woolshed                          | Fernhill          | Matapiro Road                                      | Wollschuppen                                                                             |            |                   | 1027   | 2    |
|                            | Matapiro Station Shearers Quarters                 | Fernhill          | Matapiro Road                                      | Unterkunft für Schafscherer                                                              |            |                   | 1028   | 2    |
|                            | Mokopeka Station Woolshed                          | Mokopeka          | Kahuranaki Road                                    |                                                                                          |            |                   | 1029   | 2    |
| weitere Bilder             | St Joseph’s Church (Catholic)                      | Clive             |                                                    | Kirche, katholische                                                                      |            |                   | 1031   | 2    |
| St Mary’s Church           | St Mary’s Church                                   | Meeanee           | 199 Meeanee Road                                   | katholische Kirche, heute Caffé                                                          | 1863       | 7. April 1983     | 1033   | 2    |
|                            | Aramoana Station Homestead                         | Aramoana          | 80 Shoal Beach Road                                | Wohnhaus einer Farm                                                                      |            |                   | 1060   | 2    |
|                            | Mangakuri Station Homestead                        | Mangakuri         | Mangakuri Road                                     |                                                                                          |            |                   | 1061   | 2    |
|                            | Mangakuri Station Chapel and Belfry                | Mangakuri         | Mangakuri Road                                     | Kapelle und Glockenturm einer Farm                                                       |            |                   | 1062   | 2    |
|                            | Woburn Station Homestead                           | Hatuma            | Hatuma Road                                        | Wohnhaus einer Farm                                                                      |            |                   | 1065   | 2    |
|                            | Church (Ecumenical)                                | Frasertown        | Carroll Street                                     | Kirche                                                                                   |            |                   | 1066   | 2    |
|                            | Te Arangi Church (Anglican)                        | Nuhaka            | Epanaia Street                                     | Kirche, anglikanische                                                                    |            |                   | 1067   | 2    |
|                            | Riverslea Stables                                  | Mangateretere     | Napier Road                                        |                                                                                          |            |                   | 2748   | 2    |
|                            | Thornton House                                     | Clive             | 134 Main Road                                      |                                                                                          |            |                   | 2749   | 2    |
|                            | Ashcott Station Homestead, Stables and Summerhouse | Takapau           | State Highway 50                                   |                                                                                          |            |                   | 2750   | 2    |
|                            | Woburn Station Former Manager’s House              | Hatuma            | Hatuma Road                                        |                                                                                          |            |                   | 2769   | 2    |
|                            | House (including fence)                            | Frasertown        | Grey Street und Goldsmith Street                   | Haus und Zaun                                                                            |            |                   | 2771   | 2    |
|                            | Woolshed                                           | Wakari            | Iwitea Road, Tuhara                                | Wollschuppen                                                                             |            |                   | 2774   | 2    |
|                            | Matahorua Viaduct                                  | Matahorua         | Palmerston North - Gisborne Line, Matahorua Gorge  |                                                                                          |            |                   | 4869   | 2    |
|                            | Middens                                            |                   |                                                    | Abfallhaufen                                                                             |            |                   | 6407   | 2    |
|                            | Pa                                                 |                   |                                                    | Pā                                                                                       |            |                   | 6408   | 2    |
|                            | Terraces/Midden                                    |                   |                                                    | Terrassen/Abfallhaufen                                                                   |            |                   | 6409   | 2    |
|                            | Midden/Pits/Terraces                               |                   |                                                    | Abfallhaufen/Gruben/Terrassen                                                            |            |                   | 6410   | 2    |
|                            | Midden/Pit/Terraces                                |                   |                                                    | Abfallhaufen/Grube/Terrassen                                                             |            |                   | 6411   | 2    |
|                            | Midden                                             |                   |                                                    | Abfallhaufen                                                                             |            |                   | 6412   | 2    |
|                            | Midden/Terraces                                    |                   |                                                    | Abfallhaufen/Terrassen                                                                   |            |                   | 6413   | 2    |
|                            | Midden                                             |                   |                                                    | Abfallhaufen                                                                             |            |                   | 6414   | 2    |
|                            | Midden                                             |                   |                                                    | Abfallhaufen                                                                             |            |                   | 6415   | 2    |
|                            | Midden/Terraces (?)                                |                   |                                                    | Abfallhaufen/Terrassen (?)                                                               |            |                   | 6416   | 2    |
|                            | Midden/Pits/Terraces                               |                   |                                                    | Abfallhaufen/Gruben/Terrassen                                                            |            |                   | 6417   | 2    |
|                            | Pa                                                 |                   |                                                    | Pā                                                                                       |            |                   | 6419   | 2    |
|                            | Pa/Pits                                            |                   |                                                    | Pā/Gruben                                                                                |            |                   | 6420   | 2    |
|                            | Pits/Terrace                                       |                   |                                                    | Gruben/Terrasse                                                                          |            |                   | 6421   | 2    |
|                            | Midden/Terraces                                    |                   |                                                    | Abfallhaufen/Terrassen                                                                   |            |                   | 6422   | 2    |
|                            | Pa                                                 | Summerlee         | Charlton Road                                      | Pā                                                                                       |            |                   | 6506   | 2    |
|                            | Pa                                                 |                   |                                                    | Pā                                                                                       |            |                   | 6507   | 2    |
|                            | Pa                                                 |                   |                                                    | Pā                                                                                       |            |                   | 6508   | 2    |
|                            | Pit Groups                                         |                   |                                                    | Gruppe von Gruben                                                                        |            |                   | 6509   | 2    |
|                            | Pits                                               |                   |                                                    | Gruben                                                                                   |            |                   | 6510   | 2    |
|                            | Pits                                               |                   |                                                    | Gruben                                                                                   |            |                   | 6511   | 2    |
|                            | Aramoana Station Single Men’s Quarters (Former)    | Aramoa            | 650 Gibraltar Road                                 |                                                                                          |            |                   | 7161   | 2    |
|                            | Aramoana Station Stables                           | Aramoana          | 709 Gibraltar Road                                 |                                                                                          |            |                   | 7162   | 2    |
|                            | Lumsden Lodge (Former Robson’s Lodge)              | Kuripapango       | 5839 Taihape Road, Kaweka Forest Park              |                                                                                          |            |                   | 7348   | 2    |
|                            | St Matthew’s Church                                | Waiapatu          | Hastings-Main North Road                           |                                                                                          |            |                   | 7410   | 2    |
| St Thomas’ Anglican Church | St Thomas’ Anglican Church                         | Meeanee           | 303 Meeanee Road                                   |                                                                                          |            |                   | 7502   | 2    |
|                            | Wheao                                              | Te Hauke          | Burma Road                                         |                                                                                          |            |                   | 7718   | WT   |
|                            | Papaka (Pukenui) Urupa                             | Mahia             | Judges Parade, Mahanga Beach                       |                                                                                          |            |                   | 9243   | WT   |
|                            | Te Huki Pa                                         | Mohaka            | Mohaka Coast Road                                  |                                                                                          |            |                   | 9509   | WT   |
|                            | Kahotea                                            | Otane             | Te Aute Trust Road                                 |                                                                                          |            |                   | 9563   | WT   |
|                            | Te Pa Horehore                                     | Takapau           | 465 Oruawharo Road                                 |                                                                                          |            |                   | 9992   | WT   |
|                            | Pekapeka                                           | Pakipaki          |                                                    |                                                                                          |            |                   | 7389   | WTA  |
|                            | Nukutaurua                                         | Mahia             | Nukutarua Road                                     |                                                                                          |            |                   | 7522   | WTA  |
|                            | Moumoukai                                          | Morere            | Moumoukai Station                                  |                                                                                          |            |                   | 7680   | WTA  |